# Кузнєцово (муніципальне утворення «Телеговське»)
Кузнєцово (рос. Кузнецово) — присілок в Красноборському районі Архангельської області Російської Федерації.
Населення становить 9 осіб. Входить до складу муніципального утворення Телеговське сільське поселення.

## Історія
Від 2004 року входить до складу муніципального утворення Телеговське сільське поселення.

## Населення
| 2010 |
| ---- |
| 9    |